# (73509) 2002 TG260
(73509) 2002 TG260 – planetoida z pasa głównego asteroid okrążająca Słońce w ciągu 5,48 lat w średniej odległości 3,11 j.a. Odkryta 9 października 2002 roku.